# Fenylefryna
Fenylefryna – organiczny związek chemiczny, syntetyczna amina sympatykomimetyczna o budowie zbliżonej do epinefryny i efedryny, ale wykazująca dłuższe od nich działanie. Agonista receptora adrenergicznego α, lek obkurczający śluzówkę nosa używany zamiennie z pseudoefedryną.
Jest składnikiem preparatów złożonych działających na objawy grypy i przeziębienia, a także preparatów do badań okulistycznych.
Skuteczność działania fenylefryny w obkurczaniu śluzówki nosa została wielokrotnie podważona. Wyniki kontrolowanych badań klinicznych potwierdziły, że fenylefryna nie działa zauważalnie lepiej od placebo (w przeciwieństwie do pseudoefedryny).

## Preparaty dostępne w Polsce
W Polsce dostępne są następujące preparaty zawierające fenylefrynę:
Preparaty proste
- Neosynephrin-POS 10% – krople do oczu (na receptę)
- Anosin – kapsułki twarde

Preparaty złożone
- kwas askorbinowy + kofeina + paracetamol + fenylefryna + wodzian terpinu(inne języki) – Coldrex MaxGrip C (tabl.)
- kwas askorbinowy + paracetamol + fenylefryna – Apap Przeziębienie, Apap przeziębienie junior, Coldrex MaxGrip, Coldrex Junior C, Febrisan, Gripex Hot, Gripex Hot Max, Theraflu MaxGRIP (proszki zwykłe i musujące do sporządzania roztworu doustnego)
- dimetynden + fenylefryna – Otrivin Allergy (aerozol do nosa)
- paracetamol + feniramina + fenylefryna – Theraflu ExtraGRIP (proszek do sporządzania roztworu doustnego)
- paracetamol + fenylefryna – Tantum Flu, Theraflu Zatoki (proszki do sporządzania roztworu doustnego)
- chlorfeniramina + paracetamol + fenylefryna – Flucontrol Hot, Flucontrol Max, Vicks Antigrip Zatoki i Katar, Vicks Antigrip Max (tabletki i proszki do sporządzania roztworu doustnego)
- gwajafenezyna + paracetamol + fenylefryna – Coldrex Muco Grip, Theraflu Total Grip, Vicks AntiGrip Complex (kapsułki i proszki do sporządzania roztworu doustnego)
- mepiramina + fenylefryna – Envil katar, Sinumedin (aerozol do nosa)
- kwas acetylosalicylowy + chlorfenamina + fenylefryna – Polopiryna Complex (proszek do sporządzania roztworu doustnego)
- ibuprofen + fenylefryna – Ibuprom Zatoki Tabs, Modafen Grip (tabletki)
- lidokaina + tropikamid + fenylefryna – Mydrane (roztwór do wstrzykiwań do oczu, Rpz – wydawany z przepisu lekarza do zastrzeżonego stosowania)

Poza wskazanymi przypadkami wszystkie ww. preparaty są dostępne bez recepty.